# Jean Baptiste Charbonnel
Jean Baptiste Charbonnel (1873-1939) fue abate, médico y botánico francés.

## Epónimos
- (Asteraceae) Crepis charbonnelii H.Lév.[1]
- (Brassicaceae) Arabis charbonnelii H.Lév.[2]
- (Lamiaceae) Salvia charbonnelii H.Lév.[3]
- (Onagraceae) Epilobium charbonnelianum H.Lév.[4]
- (Rosaceae) Rubus charbonnelii Sudre[5]
- (Rosaceae) Alchemilla charbonneliana Buser in Charb.[6]